# 중국의 칠석
중국의 칠석(중국어: 七夕, 병음: Qīxī) 또는 치차오 축제(乞巧)는 중국 신화에 나오는 진우와 니울랑의 연례 만남을 기념하는 중국 축제이다. 이 축제는 중국 태음력으로 음력 7월 7일에 기념된다.
낭만적인 사랑을 축하하는 이 축제는 중국의 전통 발렌타인데이로 묘사된다. 이 축제는 중국 신화에서 유래되었다. 사람들은 각각 직녀와 견우였던 두 연인의 낭만적인 전설을 기념한다. 견우직녀 이야기는 한 왕조 때부터 칠석 축제에서 기념되어 왔다. 이 유명한 신화에 대한 최초의 알려진 언급은 2,600여년 전으로 거슬러 올라간다. 이 내용은 고전 시에 나오는 시에서 언급되었다.

## 같이 보기
- 스테르쿨리아 모노스페르마
- 청명절 (중국)
- 삼짇날
- 다나바타